# Michel Longtin
Michel Longtin (* 20. Mai 1946 in Montreal) ist ein kanadischer Komponist.

## Leben und Wirken
Longtin besuchte von 1962 bis 1963 Kurse in Theaterwissenschaft an der Banff School of Fine Arts und erhielt 1967 ein Bachelor-Abschluss am Collège des Eudistes in Montreal. Er studierte dann Informatik und bei André Prévost Musik. Ab 1970 studierte er an der Universität Montreal bei Prévost und Serge Garant. Daneben war er Schüler Samuel Dolins am Royal Conservatory of Music und arbeitete am Studio für elektronische Musik der McGill University mit Paul Pedersen, Bengt Hambraeus und Alcides Lanza.
Von 1973 bis 2008 unterrichtete Longtin an der Universität Montreal und daneben an der École Vincent-d’Indy und der McGill University. Er wurde mit dem PRO Canada Award für junge Komponisten (1971), dem Preis des Canada Council (1974) und der Canadian League of Composers (1975) und dem Jules Léger Prize (1986) ausgezeichnet.
Sein Werk reicht von kammermusikalischen und elektroakustischen Kompositionen bis zum sinfonischen Monumentalstück Quaternions (1997), das 2003 vom Orchestre symphonique de Montréal aufgeführt wurde.

## Werke
- Au Nord du lac Supérieur für Tonband, 1972
- Embarque, on ira pas vite für Tonband, 1972
- Le Réveil de Fedhibô für Tonband, 1972
- La Mort du Pierrot für Tonband, 1972
- Brandon North für vier Perkussionisten, 1973
- Il était une fois für Orchester, Chor und Tonband, 1973
- Filmmusik zu Copies conformes, 1973
- Thrène pour Rachel et Dimitri für zwei Flöten, zwei Celli, Harfe, Klavier und zwei Perkussionisten, 1975
- Le Pèlerin d’Alnéoïl für Orchester, Chor und Tonband, 1975
- Deux rubans noirs III für Oboe, Klarinette, drei Celli und vier Perkussionisten, 1976
- Filmmusik zu Poids lourds, 1976
- La Trilogie de la montagne für Tonband, 1977–79
- Filmmusik zu Ni scène ni coulisse, 1978
- Migration vers l’automne für Streichorchester und zwei Perkussionisten, 1979
- Le Jeu de l’inventaire, Musiktheater für Bläserquintett und Schauspieler, 1981
- De Saint-Malo à Bourges par Bouffémont, 1981
- Kata: San Shi Ryu für Flöte, fünf Perkussionisten, zwei Celli und zwei Kontrabässe, 1982
- Filmmusik zu Le Bouffe Pétrole, 1982
- Pohjatuuli, hommage à Sibelius für Klarinette, zwei Hörner, Trompete, Posaune, drei Perkussionisten und zwei Celli, 1983
- Lettre d’Étienne à Jacques, 1983
- La Route des pèlerins reclus, 1984
- Les Jardins d’hiver für Klavier, Streichquartett und Schlagzeug, 1985
- Deux rubans noirs pour Serge Garant für Klavier, 1986
- Autour d’Ainola, 1986
- Lettre de Roxana à Décébal Hormuz, 1987
- Venu de l’est: hiver ’44 für Perkussion, 1987
- Colère: Berlin 61 für Perkussion, 1989
- Paix en migration für Streichorchester und Sprecher, 1989
- Citortia für Kammerorchester, 1990
- Hommage à Euler, 1990
- Sursolitudes, 1994
- Quaternions für Sinfonieorchester, 1997
- Lettre posthume de Conrad für Kammerorchester, 2000